# Mompía
Mompía es un pueblo perteneciente al municipio de Santa Cruz de Bezana (Cantabria), España. Hasta hace relativamente poco tiempo, mantenía la imagen tranquila y pausada típica de los pueblos de vieja tradición ganadera dividiéndose en dos barrios principales: El Arenal y Navalías.

## Patrimonio religioso y civil
En cuanto a su arquitectura religiosa, destaca la ermita de Nuestra Señora del Rosario. Bello representante de la arquitectura neoclásica decimonónica cuya construcción data del año 1823 como todavía puede apreciarse en un grabado de uno de los arcos fajones de la nave principal. La planta es de cruz latina tradicional contando con un transepto que alberga dos capillas laterales.  No cuenta con tallas relevantes en su interior - a excepción de la talla policromada de la Virgen que preside el camarín del retablo principal - este templo, sustituye a otra construcción más antigua que databa del siglo XIII aproximadamente y que estaba emplazada sólo unos metros más al este que la actual.
Por su parte, en arquitectura civil, destaca alguna vieja casona de las denominadas de "indianos" en concreto, en la Avenida de Mompía, próxima a la ermita anteriormente citada, podemos contemplar una construcción de tres alturas y semisótano de planta cuadrangular con galería orientada al sur en el segundo piso. Su construcción data de 1898 cómo puede leerse en el dintel de su entrada principal.

## Sociedad y economía
El pueblo ha experimentado en las últimas décadas una notable transformación socioeconómica. Tradicionalmente vinculado a actividades agrarias y ganaderas, el pueblo ha visto cómo estas ocupaciones han ido perdiendo peso en favor del sector servicios y la construcción, impulsados por el crecimiento demográfico y su cercanía a Santander.
La mejora de las infraestructuras ha favorecido la integración de Mompía en el área metropolitana de la capital cántabra, convirtiéndolo en una zona residencial en expansión. Esto ha conllevado un aumento de población y una progresiva urbanización del entorno.
El crecimiento urbanístico ha ido acompañado de un desarrollo de equipamientos públicos y privados, con nuevos comercios, instalaciones deportivas y servicios educativos, lo que ha contribuido a elevar la calidad de vida de sus habitantes. Pese a esta modernización, Mompía conserva elementos de su identidad rural y de cohesión vecinal.

## Fiestas
La fiesta más popular es La Virgen del Rosario, que se celebra el primer domingo de octubre. Antaño fiesta principal del municipio y una de las más importantes de la región. 